# Sale (Australie)
Pour les articles homonymes, voir Sale.
Sale est une ville du comté de Wellington dans le Victoria, en Australie.

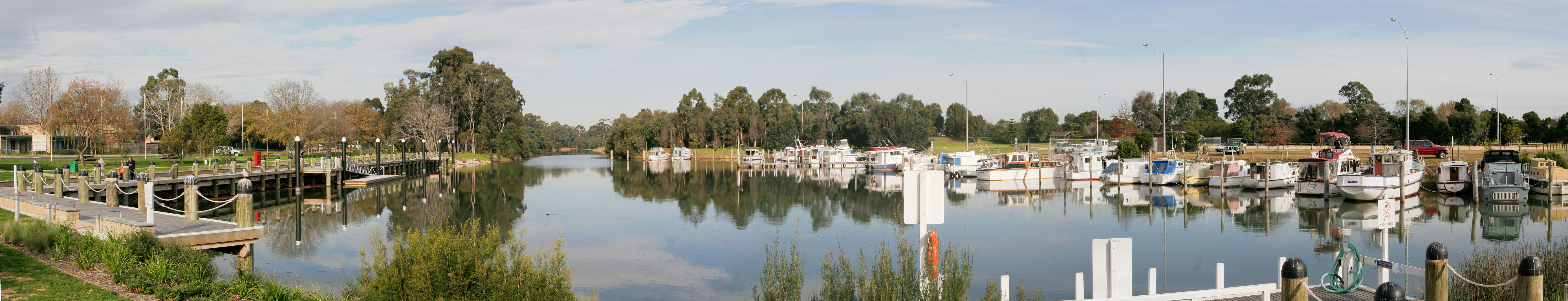
Port de Sale

## Événements
Les habitants de cette localité ont ressenti le tremblement de terre de magnitude 5,2 à 5,4 avec des répliques à 3,1, qui secoua le Victoria le 19 juin 2012,.